# Purple (maszyna szyfrująca)

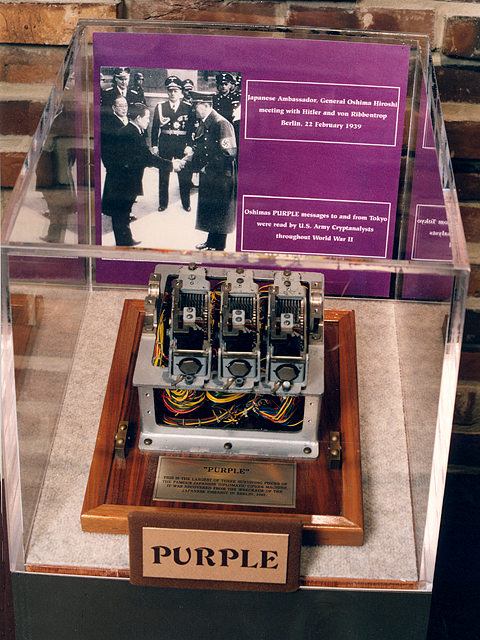
Fragment maszyny szyfrującej Purple przechowywany w japońskiej ambasadzie w Berlinie.

Purple – amerykańska nazwa elektrycznej maszyny szyfrującej opracowanej na bazie niemieckiej maszyny Enigma, która była stosowana przez armię japońską w czasie II wojny światowej do generowania szyfrów.